# Bolchevisme culturel

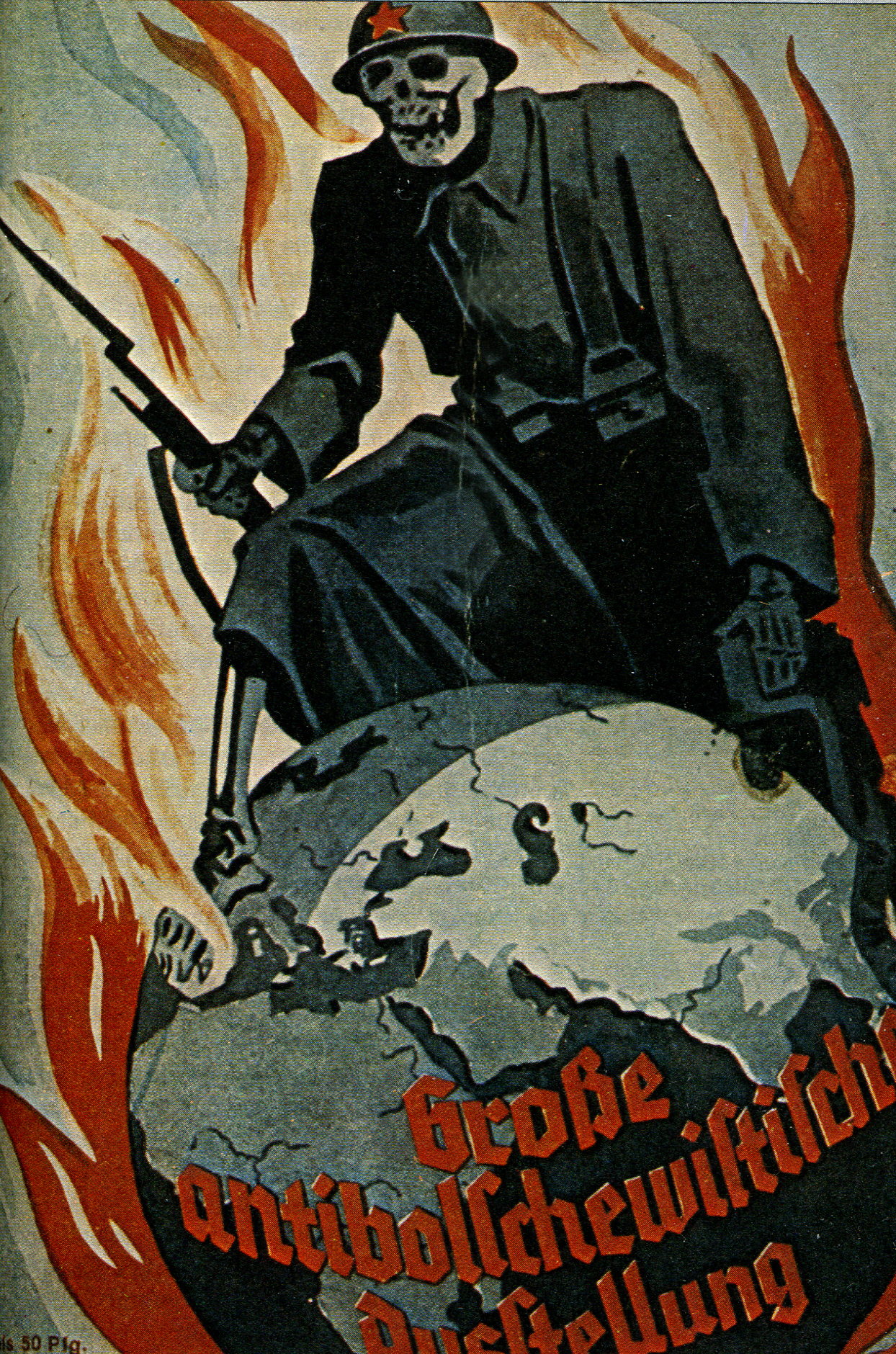
Affiche de propagande nazie antibolchevique.

Le bolchevisme culturel (en allemand : Kulturbolschewismus), parfois appelé « bolchévisme de l'art » ou « bolchévisme de la musique », est un terme fréquemment utilisé par les idéologues du Troisième Reich pour dénoncer les mouvements artistiques modernistes, notamment les formes les plus nihilistes d'expression artistique. Ces courants ont émergé dans le paysage public durant les années 1920, sous le régime de la république de Weimar. Des artistes comme Max Ernst et Max Beckmann furent dénoncés par Adolf Hitler, le NSDAP et d'autres nationalistes comme des bolchéviques culturels.

## Histoire
Au début du XXe siècle, le développement de l'art moderne — dont les racines remontent jusqu'aux années 1860 — dénote une divergence révolutionnaire par rapport aux valeurs artistiques traditionnelles, et une refondation sur la base de la perception individuelle et des sentiments des artistes. Ce rejet de l'autorité traditionnelle, intimement lié à la révolution industrielle et à l'avancée de la démocratie comme forme préférée de régime politique, fut à la fois stimulant pour certains et extrêmement menaçant pour d'autres, qui ne ressentaient plus la même sécurité que sous l'ordre ancestral.
Pendant cette période, deux changements pouvant être vus comme inquiétants, la rupture moderniste et la révolution d'Octobre russe, se produisirent quasiment en même temps. Cette proximité temporelle aurait pu expliquer l'association entre les nouveaux points de vue artistique et les bolcheviques marxistes-léninistes, sortis victorieux de ladite révolution. En réalité, la connexion entre le modernisme et le bolchevisme est extrêmement ténue, et se limite principalement à leur contemporanéité dans le cadre d'une période instable de l'histoire européenne. Cela étant, certains artistes d'Europe de l'Ouest se sont inspirés de idéaux révolutionnaires, si bien que le dadaïste Richard Huelsenbeck déclarait avec confiance en 1920 que le dada était une « affaire germano-bolchévique ».
L'association de l'art nouveau et du bolchevisme circula dans le discours conservateur et nationaliste dans les années qui suivirent. Elle fit l'objet d'un chapitre du célèbre essai d'Adolf Hitler, Mein Kampf. Au cours de l'ascension de Hitler au pouvoir, les nazis dénoncèrent une série de styles contemporains comme du « bolchevisme culturel », notamment l'art abstrait et l'école du Bauhaus. Après avoir vu un collègue se faire molester par des sympathisants nazis pour avoir émis des critiques positives vis-à-vis de l'art moderne, le typographe Paul Renner publia un essai opposé à l'esthétique nazie et portant le titre Kulturbolschewismus? (« Bolchevisme culturel ? »). Presque au même moment, Carl von Ossietzky se moqua de la flexibilité du terme dans les écrits nazis :

« Le bolchevisme culturel, c'est quand le chef d'orchestre [Otto] Klemperer prend des temps différents de son collègue [Wilhelm] Furtwängler, quand un peintre étale une couleur sur son coucher de soleil qu'on ne voit pas en Poméranie ultérieure ; quand quelqu'un préfère le contrôle de la natalité ; quand on construit une maison avec une toiture plate ; quand un accouchement par césarienne est montré à l'écran ; quand on admire le jeu de Charlie Chaplin et la magie mathématique d'Albert Einstein. Ceci est appelé du bolchevisme culturel et une faveur accordée à Herr Stalin. C'est aussi la mentalité démocratique des frères [Heinrich et Thomas] Mann, un morceau de musique par [Paul] Hindemith ou [Kurt] Weill, et cela doit être identifié à l'insistance hystérique d'un fou pour une loi lui donnant la permission d'épouser sa propre grand-mère. »

Une fois au pouvoir, les nazis s'attelèrent à supprimer les courants de l'art moderne et à promouvoir un art aux thématiques nationalistes et racistes. Plusieurs personnalités artistiques de l'ère de Weimar, comme Paul Renner, Albert Menzel, Richard Huelsenbeck et les dessinateurs du Bauhaus, furent marginalisés.